# Pizolit
Pizolit je sedimentární hornina složená z tzv. pizoidů, tj. oválných částic větších než 2 mm. Kulovitý tvar vzniká akrecí tj. postupným přibýváním vrstviček na jádro. Takto vznikající konkrece dosahují velikosti 20 až 30 mm a tvoří pizolitické (bobové) struktury různých druhů. Mohou vznikat v železitých a manganových rudách, bauxitech ale nejčastěji zřejmě v karbonátech.

## Terminologie
Slovo pizolit pochází ze starořeckého slova πίσον (píson), což znamená hrášek. Termín pizolitický se používá, pokud v hornině převažují pizoidy. Pokud je velikost částic v hornině menší než 2 mm nazývají se tyto částice ooidy a příslušná struktura oolit. Protože tyto struktury často vznikají v jeskyním prostředí, nazývají se též "jeskynní perly".

## Galerie - příklady pizolitů

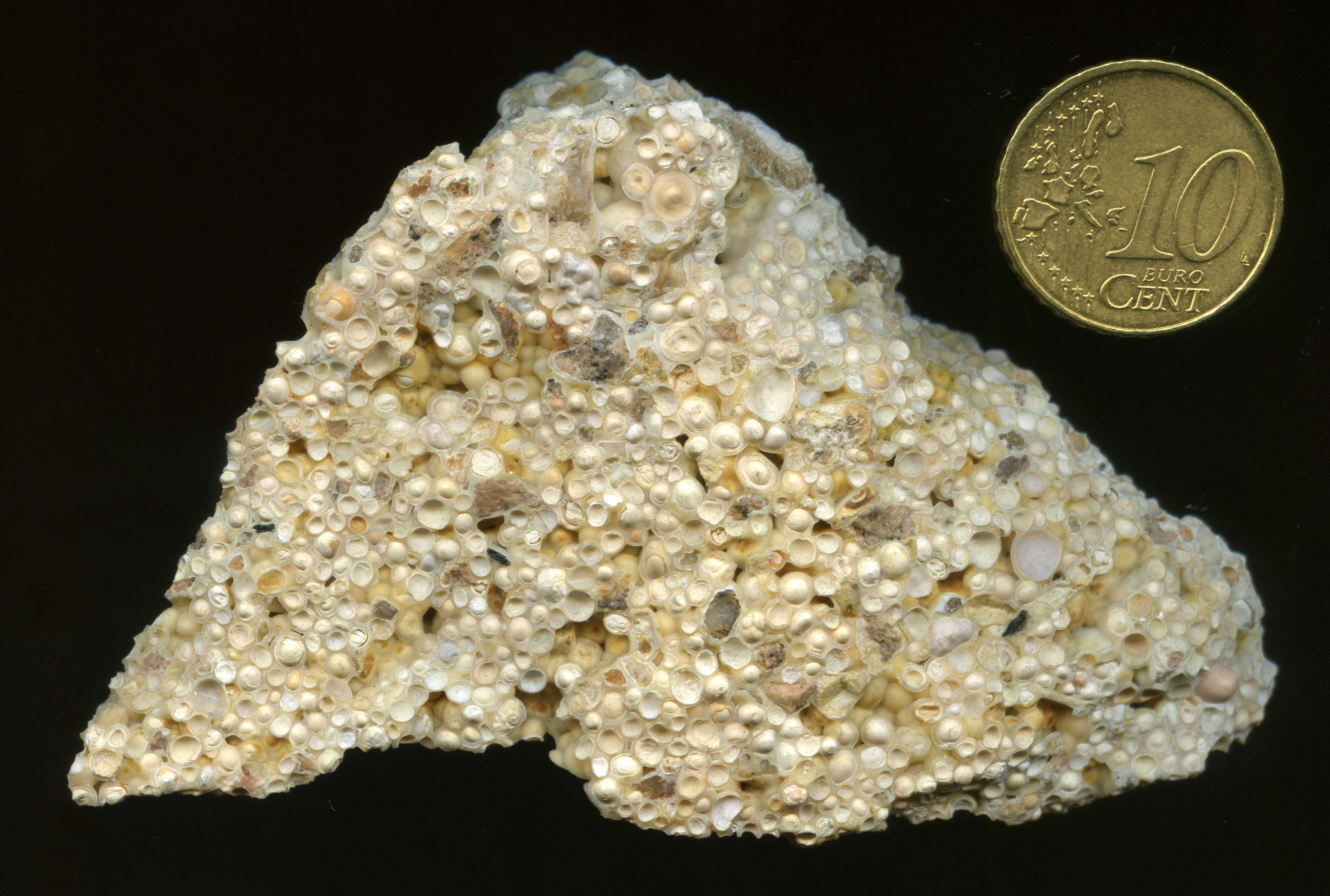
Aragonitový pizolit (hrachovec), Karlovy Vary
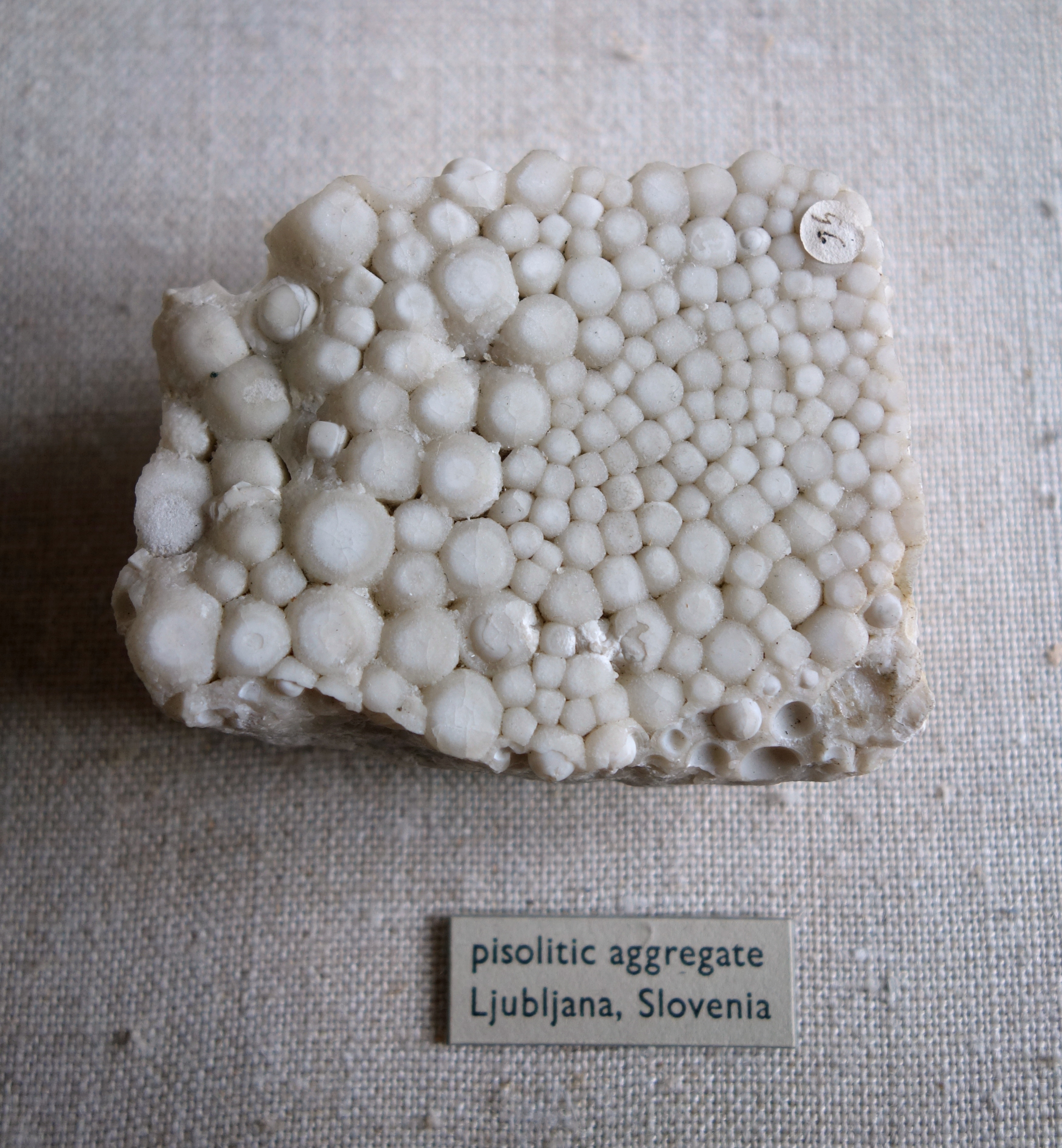
Kalcitový pizolit, Slovinsko
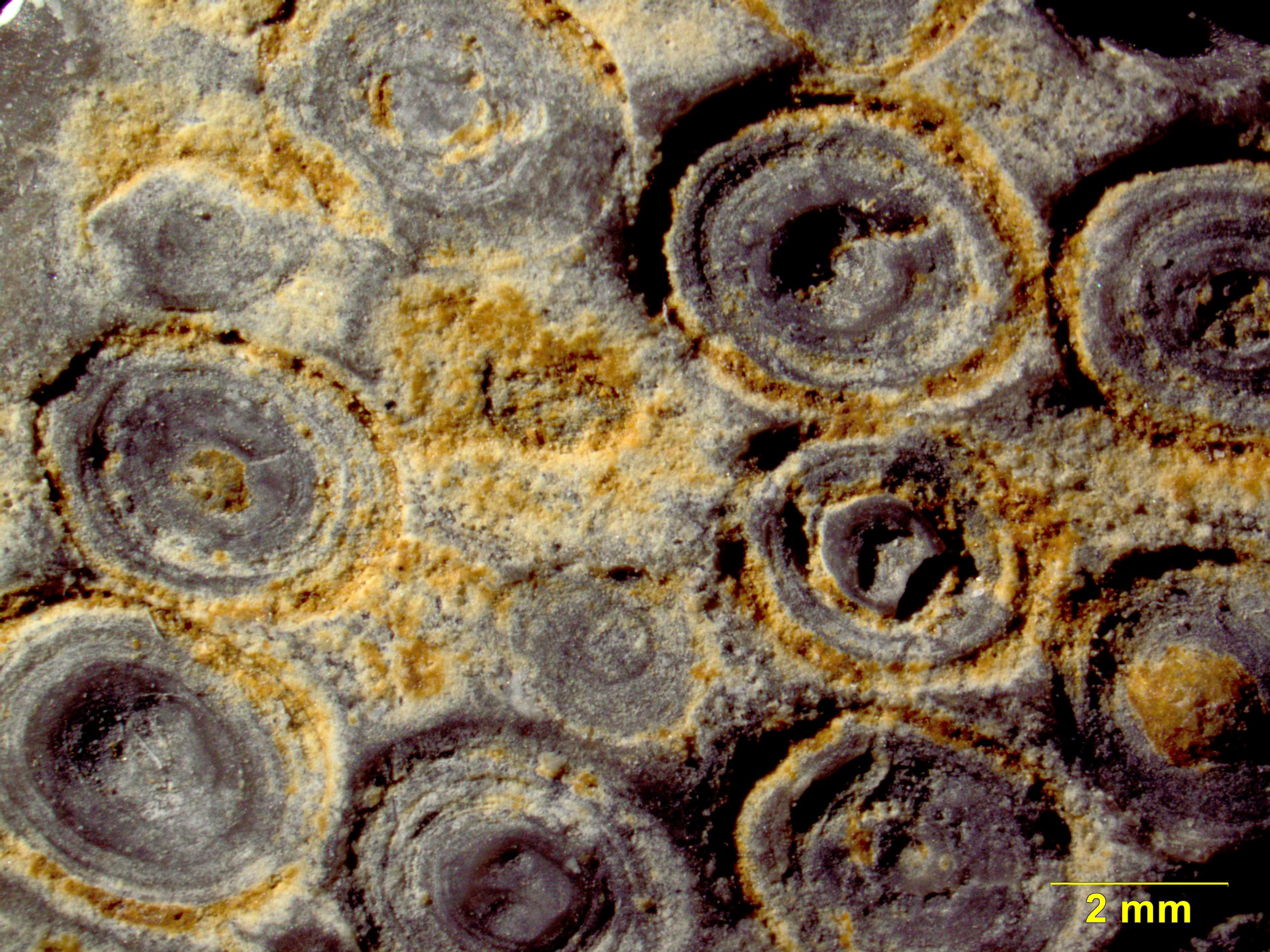
Přirozeně erodované kambrické pizolity
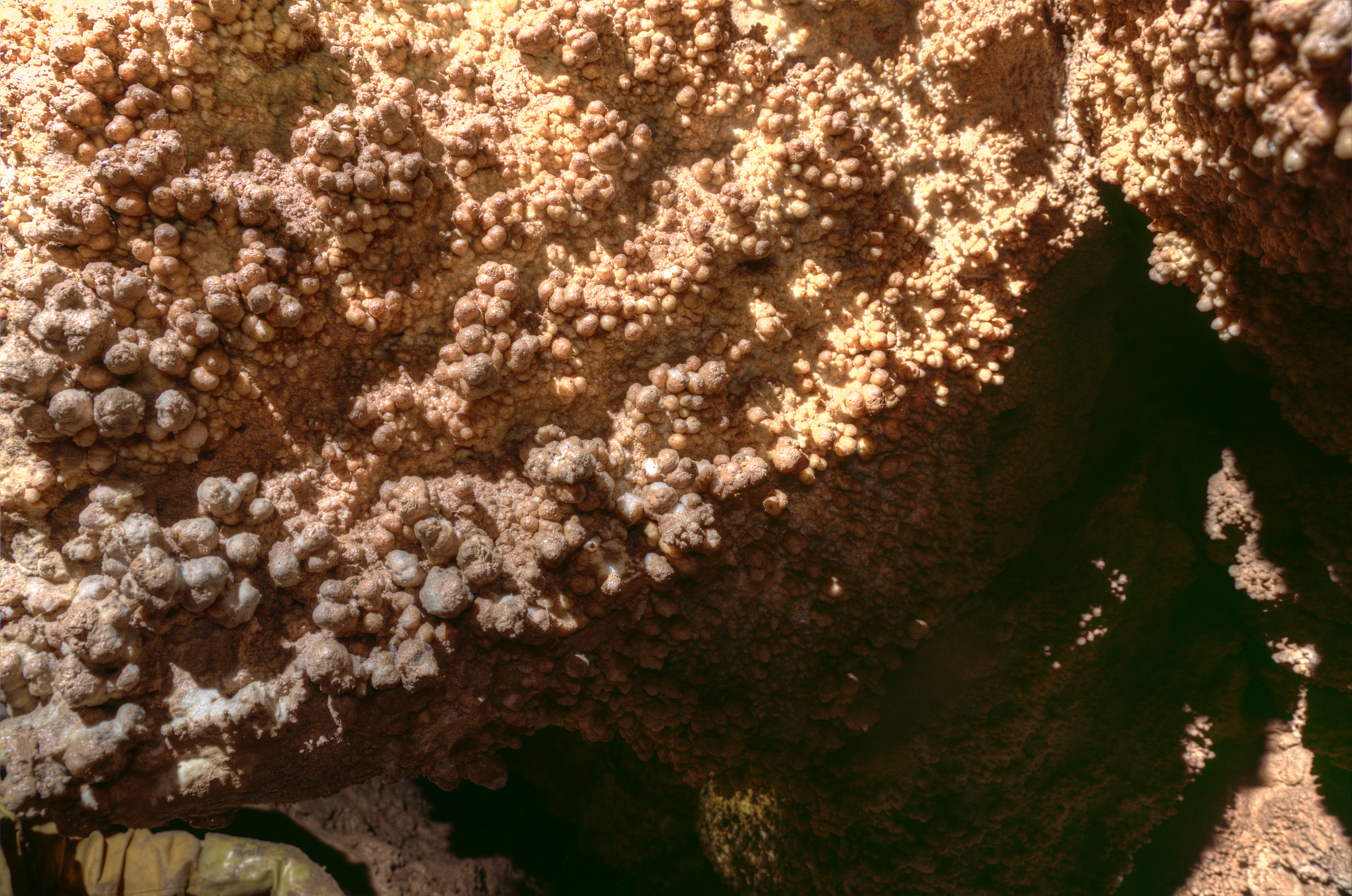
Pizolit, Český kras (jeskyně Čeřinka)
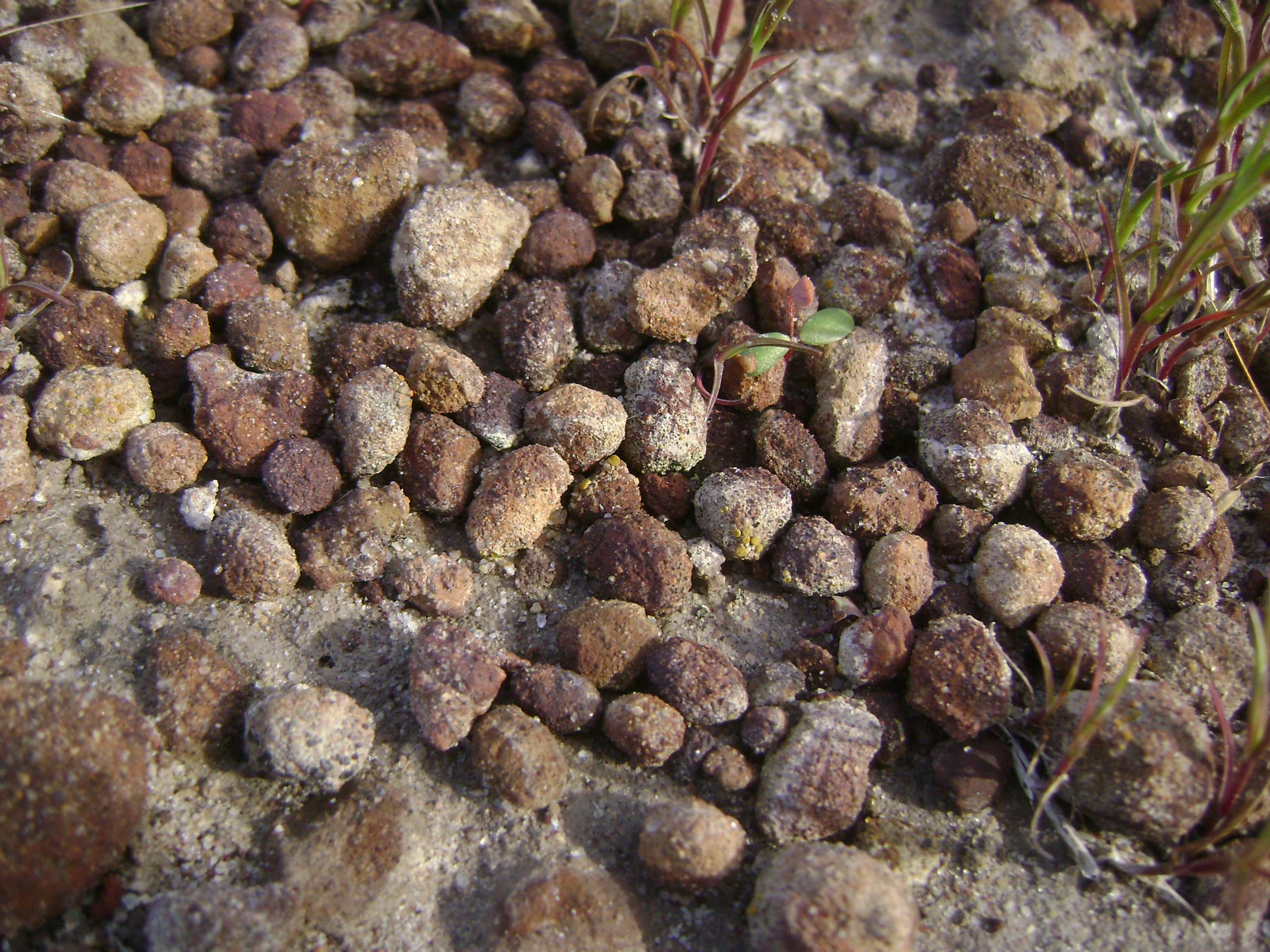
Pizolit z železitých rud.